# Цеханкі-Ленчинські
Цеханкі-Ленчинські (пол. Ciechanki Łęczyńskie) — село в Польщі, у гміні Ленчна Ленчинського повіту Люблінського воєводства.
Населення — 105 осіб (2011).

## Демографія
Демографічна структура станом на 31 березня 2011 року:
|          | Загалом | Допрацездатний вік | Працездатний вік | Постпрацездатний вік |
| -------- | ------- | ------------------ | ---------------- | -------------------- |
| Чоловіки | 54      | 11                 | 38               | 5                    |
| Жінки    | 51      | 10                 | 32               | 9                    |
| Разом    | 105     | 21                 | 70               | 14                   |